# 다대동
다대동(多大洞)은 대한민국 부산광역시 사하구의 법정동이다. 이곳은 김해국제공항 항로가 있어 항공기 소음이 심한 곳이다.

## 역사
- 조선시대 경상도 동래군(동래현, 동래부) 사하면
- 1910년 10월 1일 경상남도 부산부 사하면 다대리[1]
- 1914년 4월 1일 경상남도 동래군 사하면 다대리[2]
- 1942년 10월 1일 경상남도 부산시 다대동[3]
- 1951년 9월 1일 경상남도 부산시 다대동(서부출장소 사하지소)
- 1957년 1월 1일 경상남도 부산시 서구 다대동[4]
- 1963년 1월 1일 부산직할시 서구 다대동(사하출장소)[5]
- 1975년 10월 1일 부산직할시 서구 다대동(시직할 사하출장소)
- 1983년 12월 15일 부산직할시 사하구 다대동[6]
- 1992년 9월 1일 부산직할시 사하구 다대1동, 다대2동 분동
- 1995년 1월 1일 부산광역시 사하구 다대1동, 다대2동[7]

## 관공서
- 부산사하경찰서 다대지구대
- 부산사하소방서 다대파출소
- 해양경찰청정비창[깨진 링크(과거 내용 찾기)]
- 부산다대동우체국

## 교육
- 다송중학교
- 다대초등학교
- 다대중학교
- 다대고등학교 - 다대동에 있는 공립 고등학교이다. 본관은 총 5층이며 특별실로 예절실, 연혁실, 바랄도서관 등이 있으며, 부속건물로 다목적 강당(바랄관)이 있다.
- 응봉초등학교
- 다선중학교
- 중현초등학교

## 섬
- 남형제섬 - 시스택, 해식애, 해식동 등 지형․경관이 우수하여 독도 등 도서지역의 생태계보전에 관한 특별법에 의거 대한민국 환경부에서 특정도서로 지정되었다. 생태계 보전을 위하여 건축물·공작물의 신축·개축·증축 등 자연 훼손 행위가 엄격히 제한되고 있다.

## 항구
- 다대포항 - 다대동에 있는 어항이다. 1971년 12월 21일 국가어항으로 지정되었다. 관리청은 농림수산식품부 동해어업관리단, 시설관리자는 부산광역시장이다.

## 공원
- 통일아시아드 공원 - 2002년 아시안게임 당시 북한 응원단을 태운 만경봉호가 다대포항에 입항하여 체류한 사실을 기념하고, 도심 내 부족한 주민쉼터를 확충하기 위해 조성된 기념공원이다. 2008년 12월 7일 준공되었다.
- 꿈의 낙조분수 - 지름 60m, 최대 물높이 55m, 물 분사 노즐 수 1046개, 조명 511개, 소분수 24개 등 대한민국 최대규모의 바닥음악분수이다.

## 주거
| 롯데캐슬 몰운대 | 롯데건설 | 신부국건업㈜ |  |